# Costa di Foyn

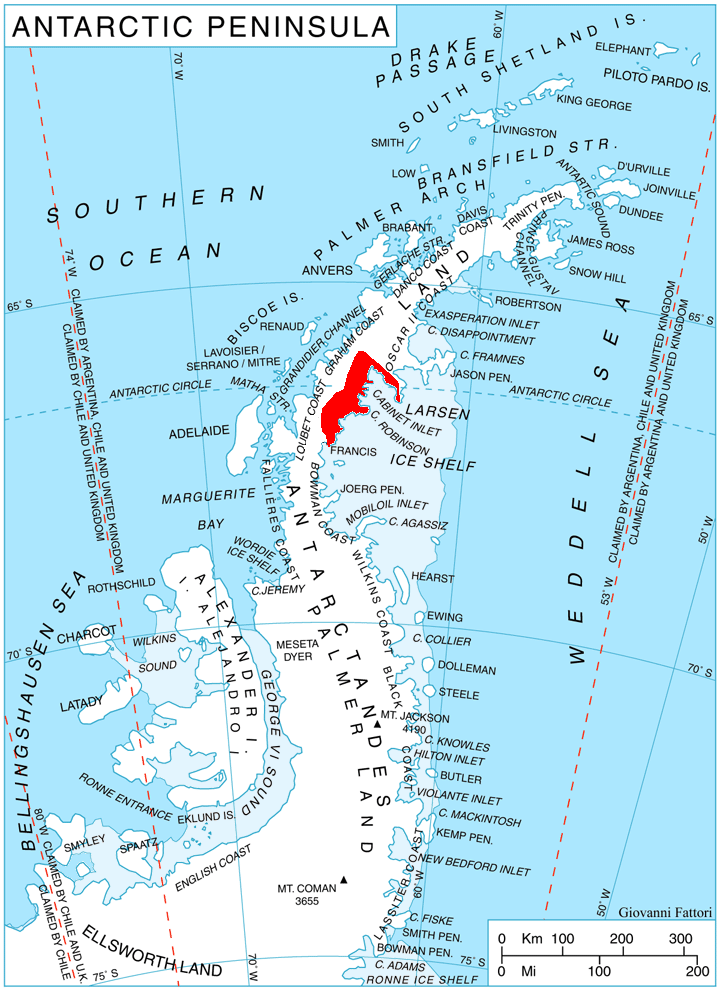
La costa di Foyn nella penisola Antartica.

La costa di Foyn (66°40′S 64°20′W) è una porzione della costa della Terra di Graham, in Antartide. In particolare la costa di Foyn si estende, nella penisola Antartica, tra Capo Alexander (66°44′S 62°37′W) e Capo Northrop (67°24′S 65°18′W) e, davanti ad essa, è presente la piattaforma di ghiaccio Larsen.

## Storia
La costa di Foyn è stata scoperta nel 1893 durante una spedizione norvegese comandata dal capitano Carl Anton Larsen, che la battezzò così in onore di Svend Foyn, un baleniere norvegese di Tønsberg la cui invenzione dell'arpione a granata aveva enormemente facilitato la moderna baleneria.